# Joseph Stanislaus Albach
Joseph Stanislaus Albach (n. 2 februarie 1795, Pozsony, Monarhia Habsburgică – d. 12 noiembrie 1853, Eisenstadt, oraș statutar⁠(d), Austria) a fost un scriitor și călugăr franciscan de limba germană din Ungaria.

## Viața
După hirotonire a activat ca predicator în limba germană la Biserica Franciscană din Pesta, unde și-a câștigat un bun renume.
A fost de asemenea preocupat de botanică și geografie, fiind autorul unor manuale școlare.

## Scrieri
- Heilige Anklänge, Gebete für katholische Christen (Pest 1828)
- Erinnerungen an Gott, Tugend und Ewigkeit. In Predigten (Pest 1831)
- Geographie von Ungarn (Pest 1834)
- Mathematisch-physische und politische Geographie (Pest 1834)